# Pinus culminicola
Pinus culminicola (сосна потоська) — вид роду сосна родини соснових.

## Поширення, екологія
Країни поширення: Мексика (Коауїла, Нуево-Леон). Висотний діапазон: 3000–3700 м над рівнем моря. Ґрунти в основному скелясті й вапняні. На відкритих ділянках, де вид найбільш поширений, перш за все, росте у формі криволісся, чим ця сосна дуже схожа на інші гірські карликові сосни: Pinus mugo в Європі й Pinus pumila в Північно-Східній Азії. Живе в прохолодних, вологих субальпійських кліматичних умовах. В достатку знаходиться тільки на горі Серро-Потосі (3713 м).

## Опис

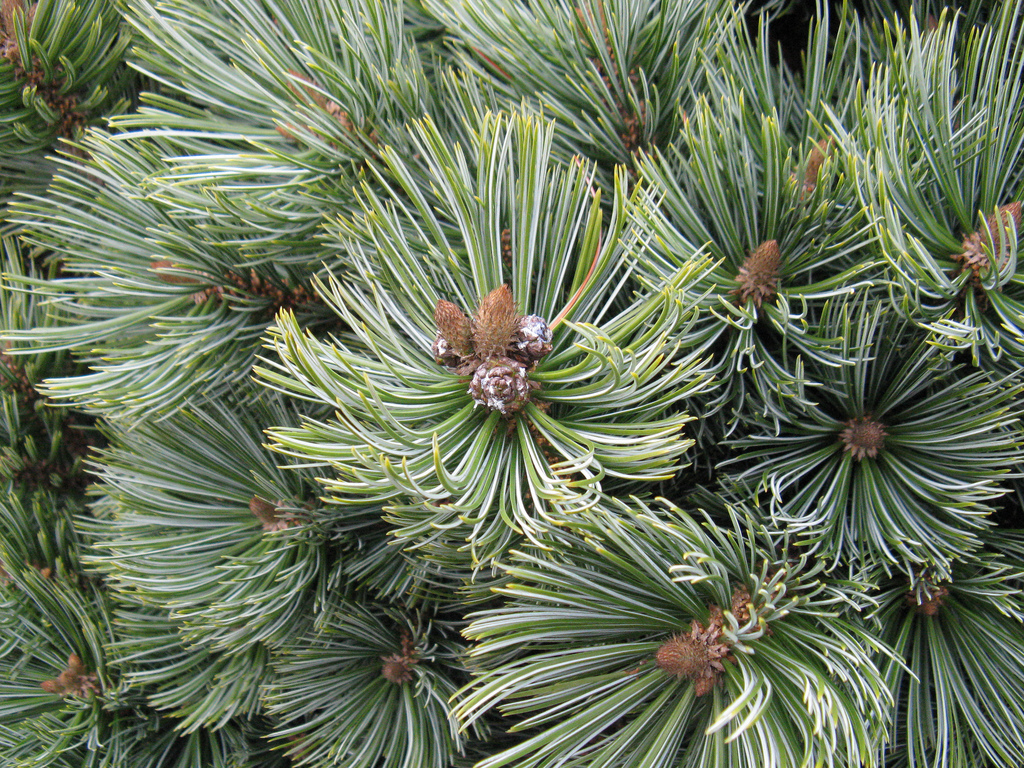
Гілка з голками і бруньками

Чагарник 1–5 м у висоту і до 15–25 см в діаметрі, багатостовбурний або з дуже низькими гілками, з низькою, густою, округлою кроною. Часто утворює великі килимки до кількох метрів товщиною і десятків метрів завдовжки. Кора на молодих стеблах гладка і сіра. Гілки короткі, товсті, жорсткі, зазвичай сплутаними з сусідніми деревцями. Голки зазвичай ростуть по п'ять, дуже рідко по чотири або шість. Вони вигнуті, жорсткі, від 3 до 5 см в довжину і від 0,9 до 1,3 міліметрів завширшки й від темно-зеленого з синьо-зеленого кольору. Голки залишаються два-три роки на дереві. Вегетативні бруньки широко яйцюваті, 6-10 мм в довжину, на бічних гіллях менше, злегка смолисті, світло-коричневі. Пилкові шишки овально-довгасті, коли зрілі 5–8 мм довжиною, жовтуваті, переходячи до жовтувато-коричневого. Насіннєві шишки поодинокі або парні, сидячі або на товстих, коротких ніжках. Незрілі шишки майже кулясті, смолисті, пурпурно-коричневі. Зрілі шишки майже кулясті, коли закриті, 3–4 см в довжину. Відкриті шишки до 4–6 см діаметром. Насіння темно-оранжево-коричневе розміром 5–7 × 4–5 мм, з рудиментарними 0,5–1 мм крилами.
Найвище дерево 5 м заввишки, знаходиться на позначці 3400–3450 м на Серро-Потосі; рослини поблизу коротші, в основному 1–1,5 м заввишки.

## Використання
Цей вид не використовується комерційно, хоча локально може бути використаний на дрова.

## Загрози та охорона
Пожежі є основною загрозою. Цей вид вразливий до вогню під час тривалих посушливих періодів. Цей вид має дуже вузьку екологічну нішу і може бути вразливим до потенційних наслідків зміни клімату. Вид присутній в кількох охоронних територіях.